# Sistema 3d20

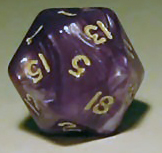
Un dado típico de veinte caras.

El system 3d20 es un sistema de juego para juegos de rol. Al igual que en el sistema d20, se emplean dados de veinte caras, pero a diferencia de éste, en el que se usa un solo dado para las tiradas de resolución de acciones, en el sistema 3d20 se emplean, normalmente, tres dados.

## Sistema de reglas básico
1. Se elige la habilidad (o una combinación de atributo más habilidad) y la dificultad
2. Se lanzan tres dados de 20 caras
3. Se quitan los dados de menor y mayor valor
4. El dado restante, se compara con el valor de la habilidad elegida, modificado con el nivel de dificultad
5. Si el valor del dado es menor que la habilidad más la dificultad, se supera la tirada. Fallando en caso contrario

- Datos: Q4636581